# Депортація кримських народів у СРСР
Депортація народів Криму — примусове виселення народів Криму у позасудовому порядку, що проводилася сталінською владою у 1941—1944 роках.

## Депортація німців
Після початку німецько-радянської війни у червні 1941 були репресовані німці, що жили в СРСР. Швидкий наступ німецьких військ не дозволив провести тотальну депортацію, були вислані насамперед чоловіки призовного віку. З Криму було вивезено більше 61 тисячі чоловік, у тому числі 11 тисяч не етнічних німців, які були пов'язані з німцями сімейними зв'язками. Німців вивозили до Сибіру та Казахстану.
Після звільнення Криму від німців у 1944 з Криму в Омську область було вислано ще 2300 німців.

## Депортація італійців
У січні-лютому 1942 з Керчі до Казахстану була вислана громада італійців.
«Етнічна чистка» італійської громади в регіоні відбулася в січні 1942 після успішно проведеної радянськими військами Керченсько-Феодосійської десантної операції 1941—1942. За наказом заступника наркома оборони СРСР, армійського комісара 1-го рангу Л.Мехліса, протягом 29 січня 1942 була проведена акція з виселення італійців — громадян СРСР, що проживали на Керченському півострові (усього до Казахстану було вивезено 138 італійських родин, чисельністю 438 осіб).

## Депортація кримськотатарського народу
З ранку 18 травня до 16-ї години 20 травня 1944 року з Криму був примусово депортований кримськотатарський народ. Офіційною причиною послугувало звинувачення всього народу у співпраці з Третім Рейхом. Депортованим відводили від декількох хвилин до півгодини на збори, після чого їх на вантажівках транспортували до залізничних станцій. Звідти ешелони з ними відправляли до місць заслання. Депортовані були вивезені до республік Центральної Азії, Уралу, Комі, Сибіру. Протягом двох перших років заслання внаслідок жорстких умов перевезення, хвороб, рабської праці загинуло за різними оцінками до 46 % від усіх депортованих.
За даними НКВС було депортовано 183 155 кримських татар.

## Депортація вірмен, болгар та греків
Упродовж кількох червневих днів 1944 органами НКВС були виселені з Криму на спецпоселення в Гур'євську (нині Атирауська, Казахстан), Молотовську (нині Пермська), Свердловську, Кемеровську області та в Башкирську АРСР усі сім'ї греків, вірмен та болгар в кількості 38 455 осіб (з них: греків — 16 006 осіб; вірмен — 9 821; болгар — 12 628).

Офіційною причиною депортації також проголошувалась участь народів в допомозі Третьому Рейху.

## Депортація представників інших народів
Крім німців, кримських татар, греків, болгар та вірмен були вивезені і представники інших народів — в основному члени сімей депортованих, які не побажали залишити своїх рідних. Разом з кримськими татарами були вислані кримські цигани — чінгєнє, які фактично є субетносом кримськотатарського народу, оскільки є мусульманами та для яких кримськотатарська мова є рідною.

## Подальша доля депортованих

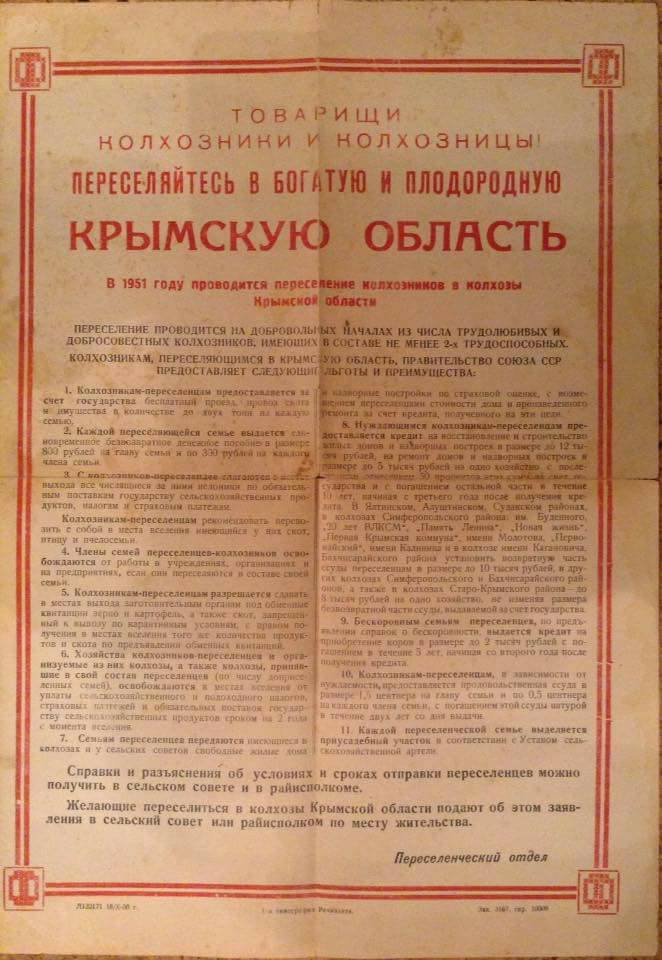
Агітаційна листівка часів мимовільного виселення кримських татар, видана переселенським відділом, яка обіцяла найрізноманітніші вигоди та фінансову допомогу переселенцям до Криму з інших регіонів СРСР, 1951

Всім депортованим давали не більше, ніж кілька годин для зборів. Транспортували в переповнених товарних вагонах, в умовах антисанітарії та голоду. На кожній зупинці з вагонів викидали трупи померлих.
На місці висилки людей не забезпечували необхідними умовами для життя. Особливо в перші роки депортованим приходилося жити в не пристосованих для життя умовах та голодувати. Тільки за офіційними даними МВС СРСР до 10 квітня 1945 померли 19,5 % вивезених з Криму народів.
Спеціально видана РНК СРСР постанова забороняла переселенцям виїжджати без дозволу за межі району висилки та зобов'язувала відмічатися в комендатурі кожного місяцю. За несанкціонований виїзд за межі району була встановлена кримінальна відповідальність.
У роки відлиги 1956 року всі депортовані народи були реабілітовані, з них були зняті обмеження та статус спецпоселенців. Проте німцям та кримським татарам було заборонено вертатися до Криму. Греки, болгари та вірмени отримали право вернутися до Криму.
Постановою Політбюро ЦК КПРС від 17 серпня 1967 року та Указом Президії Верховної Ради СРСР № 493 від 5 вересня 1967 року «Про громадян татарської національності, які раніше проживали в Криму» кримських татар було заборонено повертатися на історичну Батьківщину, а місцевим органам — прописувати їх в Криму. Проте, після 1967 було біля 12 тисяч спроб кримських татар повернутися додому. Щоби припинити ці спроби радянським урядом за «оргнабором» у 1968-70 рр. було переселено 197 родин кримських татар, здебільшого до сільських районів північного та східного Криму. Багато кримських татар почали селитися поблизу Криму, у Херсонській області чи в Краснодарському краю. Лише в небагатьох випадках кримським татарам вдавалося самостійно поселитися в Криму. У 1968 р. було прописано тільки 18 родин та 13 неодружених осіб.
Процес репатріації кримськотатарського народу розпочався у 1987 р. після масових акцій протесту у Москві. Декларація «При визнання незаконним та злочинним репресивних актів проти народів, що зазнали насильницькому переселенню, та відновлення їхніх прав» ВР СРСР 14 листопада 1989 р. була прийнята фактично внаслідок процесу репатріації кримськотатарського народу, що тривав незалежно від рішень радянського режиму.